# عبية (شبوة)
عبيه هي إحدى قرى الجمهورية اليمنية. تتبع جغرافيا لمحافظة شبوة و إداريًا لمديرية بيحان. يبلغ تعداد سكانها 988 نسمة حسب الإحصاء الذي جرى عام 2004.